# Flacksjö
Flacksjö är en sjö i kommunen Raseborg i landskapet Nyland i Finland. Sjön ligger 43,8 meter över havet. Arean är 46 hektar och strandlinjen är 5,57 kilometer lång. Sjön  ingår i Skärgårdshavets kustområde, Åland.   Den ligger omkring 80 km väster om Helsingfors. 
I sjön finns ön Flacksjöholmen. Norr om Flacksjö ligger Långsjö. 